# Jean de La Brète
Jean de La Brète, Pseudonym für Alice Cherbonnel (* 1858 in Saumur, Département Maine-et-Loire; † 1945 in Breuil-Bellay, Dépt. Maine-et-Loire) war eine französische Schriftstellerin.

## Leben
La Brète war die Tochter eines normannischen Handwerkers und dessen Ehefrau aus dem Anjou.
Ihre ersten literarischen Versuche reichten in ihre Schulzeit zurück. Sie schrieb für Mädchen und junge Frauen und konnte mit ihrem Roman Mon oncle et mon curé ihren größten Erfolg erzielen.

## Ehrungen
- 1889 Prix Montyon der Académie française für den Roman Mon onclé et mon curé
- Die Rue Jean de La Brète in Saumur wie auch in Citay-la-Madeleine wurde nach ihr benannt.

## Werke (Auswahl)
Erzählungen
- Conte Bleu. Amour lointain. Contes de Grand-mère. Plon, Paris 1928.

Romane
- Mon oncle et mon curé. Plon-Nourrit, Paris 1889.
  - deutsch: Mein Pfarrer und mein Onkel. Engelhorn, Stuttgart 1891 (übersetzt von Natalie Rümelin)
  - deutsch: Ein Mädchen von Sechzehn. Schwabenverlag, Stuttgart 1951 (übersetzt von Maya Schaffrath-Schellhorn)
- Rêver et vivre. Plon, Paris 1953 (EA Paris 1911)
  - deutsch: Roberts Brautfahrt. Engelhorn, Stuttgart 1913 (übersetzt von Alwina Vischer)
- L'aile blessée. Plon, Paris 1914.

## Adaptionen
Kino
- Pierre Caron (Regie): Mon oncle et mon curé. 1939.

Theater
- Lucien Dabril: Mon oncle et mon curé. Comédie en trois actes. Paris 1935.